# MINOS

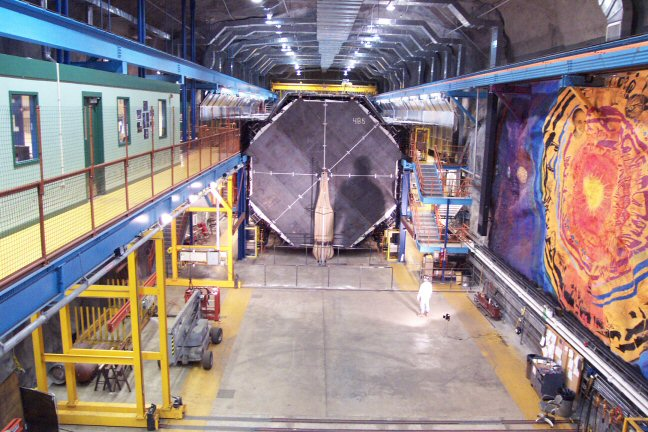
Framsidan på MINOS bortre detektor. Till vänster ligger kontrollrummet och till höger syns en muralmålning av Joseph Giannetti.

MINOS (står för Main Injector Neutrino Oscillation Search) är ett partikelfysikaliskt experiment för att studera fenomenet med neutrinooscillationer, vilka först upptäcktes av ett Super-KamiokaNde  experiment 1998. Neutrinerna, som acceleratorproduceras av en huvudinjektor vid Fermilab nära Chicago, observeras av två detektorer, en mindre på 980 ton mycket nära produktionsplatsen, och en annan mycket större detektor på 5 400 ton, som ligger 735 km borta i norra Minnesota. 
MINOS-experimentet började upptäcka neutriner från huvudinjektorn i februari 2005. Den 30 mars 2006 meddelade MINOS-samarbetet att analysen av de ursprungliga data, som samlats in  2005, är förenlig med neutrinooscillationer och med de parametrar som undersökts i mätningar från Super-KamiokaNde.